# Ágyúgolyó futam
Az  Ágyúgolyó futam (eredeti cím: The Cannonball Run) egy 1981-es amerikai filmvígjáték amit Hal Needham rendezett. A filmben olyan sztárszereplők játszanak, mint Burt Reynolds, Dom DeLuise, Roger Moore, Farrah Fawcett, Jackie Chan, Sammy Davis Jr. és Dean Martin. A film alapja az 1979-ben megrendezett, Connecticutban kezdődő és Kaliforniában végződő, illegális országúti autóverseny.

## Cselekmény
|  | Alább a cselekmény részletei következnek! |

A film Connecticutban kezdődik, ahol a versenycsapatok gyülekeznek egy országokon átívelő autóverseny startjára. A csapatok egyenként hajtanak fel az indítóálláshoz, lyukasztanak egy időmérő kártyát az indulási idejük rögzítésére, majd elindulnak.
A jelentősebb résztvevő csapatok:
- JJ McClure, híres autóversenyző és csapatfőnök, valamint Victor Prinzi, a főmérnöke és alkalmi navigátora, akik egy Dodge Tradesman mentőautóval versenyeznek.
- Jamie Blake, egy iszákos, korábbi F1-ikon, és szerencsejáték-függő csapattársa, Morris Fenderbaum, akik katolikus papoknak öltözve egy piros Ferrari 308 GTS (1979-es modell) volánja mögött ülnek.
- Jill Rivers és Marcie Thatcher, két vonzó nő, egy fekete Lamborghini Countach-csal vágnak neki a futamnak.
- Két japán sofőr egy modern, számítógépekkel felszerelt Subaru DL 4WD ferdehátúval versenyez, amely rakétahajtóművel is fel van szerelve.
- Seymour Goldfarb, Jr., egy gazdag brit playboy, aki szakmai életében a híres színész, Roger Moore, és egy ezüst Aston Martin DB5-öt vezet.
- Abdul ben Falafel, egy gazdag, olajmágnás közel-keleti sejk, aki egy fehér Rolls-Royce Silver Shadow-val száguld.

A startvonalnál, a háttérből figyel Mr. Arthur J. Foyt, a "Biztonsági Ellenőrző Egység" képviselője, aki megpróbálja leállítani a versenyt a környezeti hatásai és biztonsági aggályai miatt. Foyt autójában utazik egy fotós és fanatikus természetvédő, Pamela Glover. A startvonalon túl, JJ és Victor (a mentőautójukkal) találkoznak Foyttal és Gloverrel, akik egy kisebb balesetbe keveredtek. Glover könyörög JJ-nek és Victornak, hogy segítsenek, de amikor elmondják Foytnak, hogy a hátsó ajtón keresztül szálljon be a mentőautóba, elrabolják Glovert, és Foyt nélkül elhajtanak.
Ahogy a verseny halad előre, Victor időnként átváltozik alteregójává, a szuperhős "Káosz Kapitány"ná. Dr. Van Helsingnél van egy és hatalmas injekciós tű, hogy "segítsen" Glovert csendben tartani a verseny során.
A csapatok próbálják elkerülni a rendőrséget, legtöbbjük kibeszéli magát a lehetséges büntetésekből, vagy őrült terveket szőnek ellenfeleik kicselezésére. Jill és Marcie szexuális vonzerejüket használják fegyverként, lecipzározva versenyruhájukat, hogy dekoltázsukat mutassák a forgalmi ellenőrzések során.
Amikor a mentőautót megállítják New Jersey-ben, Dr. Van Helsing elkábítja Glovert. JJ és Victor ezután azt hazudják a rendőröknek, hogy egy szenátor feleségét szállítják orvosi ellátásra az UCLA-ra, és betegsége miatt kerülniük kell a repülést és Denvert is.
A Subaru csapat képes kikapcsolni autója fényszóróit, és infravörös érzékelőket használni az éjszakai versenyzéshez. Seymour Goldfarbról gyakran láthatjuk, amint különböző James Bond-típusú kütyükkel, például olajfoltokkal, füstfüggönyökkel, cserélhető rendszámtáblákkal szerelt Aston Martin DB5-ével kerüli el a rendőrséget. Mr. Compton és "Szuper Főnök" Finch házaspárnak álcázzák magukat egy motoron, de Finch extra súlya arra kényszeríti őket, hogy az országot folyamatos egykeréken tegyék meg.
A fő rivalizálás a mentőautó és a Ferrari között zajlik. Ohióban Fenderbaum és Blake meggyőzi Victort, hogy állítsa meg a mentőautót, hogy megáldja a fedélzeten lévő beteget. Amíg Blake az áldást végzi, Fenderbaum leereszti a mentőautó egyik hátsó gumiját. JJ bosszút áll Missouri-ban, amikor meggyőzi egy közeli rendőrtisztet, hogy a papnak öltözött két férfi valójában perverz. 
A z élen álló csapatok egy sivatagi autópályán rekednek, várva az útépítőkre, hogy szabaddá tegyék az utat. Egy motoros banda érkezik, és zaklatja Comptont és Finchet. Ez gyorsan verekedésbe torkollik. "Káosz Kapitány" és a Subaru csapat is csatlakozik a küzdelemhez, utóbbiak rendkívül hatékonyan alkalmazva a harcművészetet. Az építőmunkások bejelentik, hogy az út szabad, így a csapatok visszarohannak autóikhoz, hogy folytassák a versenyt.
A mentőautó lemarad a mezőnytől, amíg Victor ismét Káosz Kapitánnyá nem válik. A járművek mind egyszerre érkeznek a végső célhoz, ami gyalogos versenyt eredményez a célvonalig. JJ átadja csapata időmérő kártyáját Victornak, így csak Victor és az egyik Lamborghini-s nő, Marcie marad. Épp amikor úgy tűnik, Victor éri el először az időmérő órát, egy néző azt kiáltja, hogy a "babája" a vízbe esett. Victor, még mindig Káosz Kapitány alteregójában, rohan megmenteni a babát, amiről később kiderül, hogy a néző kutyája. Ez lehetővé teszi Marcie számára, hogy elsőként érkezzen a célba.
JJ dühös, és soha többé nem akarja látni Káosz Kapitányt, de Victor azt válaszolja, hogy nem érdekli, azzá a személlyé válik, aki igazán lenni akar: Amerika Kapitányná. JJ nevet és megöleli. Foyt újra megjelenik, és mindenkit hibáztat az amerikai autópálya tönkretételéért. Seymour szivart kínál, és azt mondja Foytnak, hogy használja az öngyújtót az autójában, amely megnyomásakor egy katapultülést aktivál. Először nem történik semmi, de amikor Seymour megnyomja a gombot akkor kirepülés a közeli vízbe katapultál.
|  | Itt a vége a cselekmény részletezésének! |

## Szereplők
| Szerep                             | Színész          | 1. Magyar szinkron (1986) | 2. Magyar szinkron (2001) |
| ---------------------------------- | ---------------- | ------------------------- | ------------------------- |
| J.J. McClure                       | Burt Reynolds    | Ujréti László             | Csernák János             |
| Seymour Goldfarb                   | Roger Moore      | Láng József               | Láng József               |
| Pamela Glover                      | Farrah Fawcett   | Kovács Nóra               | Tóth Enikő                |
| Victor Prinzim / Káosz kapitány    | Dom DeLuise      | Fodor Tamás               | Várkonyi András           |
| Jamie Blake                        | Dean Martin      | Grúber Hugó               | Izsó Vilmos               |
| Morris Fenderbaum                  | Sammy Davis Jr.  | Kézdy György              | Dimulász Miklós           |
| Dr. Nikolas Van Helsing            | Jack Elam        | Szabó Ottó                | Dobránszky Zoltán         |
| Terry                              | Terry Bradshaw   | Sörös Sándor              | n.a                       |
| Jackie Chan, Subaru-sofőr          | Jackie Chan      | Sebestyén András          | Lippai László             |
| A sejk                             | Jamie Farr       | Helyey László             | Konrád Antal              |
| Motoros vezér                      | Peter Fonda      | Hirtling István           | n.a                       |
| Marcie Thatcher, Lamborghinis csaj | Adrienne Barbeau | Borbás Gabi               | n.a                       |
| Jill Rivers, Lamborghinis csaj     | Tara Buckman     | Farkas Zsuzsa             | n.a                       |
| Csinos rendőrnő                    | Valerie Perrine  | Balogh Emese              | n.a                       |

## Forgatás
A forgatókönyvíró Brock Yates autós újságíró volt, aki a valós Cannonball Baker eseményt is kitalálta. Yates eredetileg a Car and Driver című lap írójaként javasolta a versenyt.. A verseny egyetlen szabálya volt: "Minden versenyző az általa választott járművel, bármilyen útvonalon, bármilyen sebességgel, amit praktikusnak ítél, a kiindulási pont és a célállomás között. Az a versenyző nyer, aki legelőszőr ér célba".
Yates és Needham dolgoztak a forgatókönyvön, Al Ruddy pedig producerként csatlakozott a projekthez. Reynoldsot szerették volna a főszerepre, de ő vonakodott több autós témájú filmet készíteni. Végül Needham ígérete győzte meg, mely szerint a színész mindössze 14 napot forgatna, és 5 millió dolláros gázsit, plusz a bevételek bizonyos százalékát kapná. A finanszírozást a Golden Harvest cégtől, Raymond Chow-tól szerezték be, aki kérte, hogy Jackie Chan is kapjon egy szerepet a filmben. 
Reynolds később az Ágyúgolyó futam kapcsán megjegyezte: „Minden rossz okból csináltam azt a filmet. Soha nem szerettem. Egy barátomnak, Hal Needhamnek akartam segíteni. És úgy éreztem, erkölcstelen lett volna visszautasítani ennyi pénzt. Azt hiszem, eladtam magam, szóval nem igazán tiltakozhattam az ellen, amit az emberek írtak rólam.”
A forgatás 1980. májusában kezdődött és ugyanezen év június 16-án fejeződött be.
Ez a film és s folytatása volt Dean Martin színész utolsó filmes szereplése, míg Jackie Channek ez volt a második hollywoodi szerepe.

## Kritikai visszhang
A film a bevételi sikerei ellenére nagyrészt negatív kritikákat kapott. A Rotten Tomatoes kritikagyűjtő weboldalon 34 kritika alapján 29%-os tetszési indexet ért el. 

## Bevétel
Az Ágyúgolyó futam hatalmas kereskedelmi siker volt. Az 1981. június 19-én mutatták 1673 mozivásznon, és a nyitóhétvégén 11 765 574 dolláros bevételt hozott, ami a minden idők negyedik legmagasabb nyitóbevétel volt, de ez nem volt elég ahhoz, hogy megelőzze a Superman II-t, amely ugyanazon a hétvégén rekordot döntőtt 14 100 523 dollárral. A film az Egyesült Államokban és Kanadában 72 179 579 dolláros bevételt ért el, a világon az összbevétele több mint 160 millió dollár volt. 

## Fordítás
- Ez a szócikk részben vagy egészben  a   The Cannonball Run című angol Wikipédia-szócikk fordításán alapul.  Az eredeti cikk szerkesztőit annak laptörténete sorolja fel. Ez a jelzés csupán a megfogalmazás eredetét és a szerzői jogokat jelzi, nem szolgál a cikkben szereplő információk forrásmegjelöléseként.